# 녹용

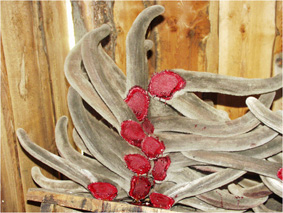
녹용

녹용(鹿茸, 문화어: 록용)은 성장이 완료되어 단단해지기 이전 상태의 연골로 된 사슴의 뿔을 말린 것으로, 끝이 둥근 것이 특징이다.
세계 최대의 녹용 생산지는 뉴질랜드이며, 연간 450 ~ 500 여톤 규모의 말사슴 녹용을 생산한다. 또한 중국에서는 연간 400 여톤 규모의 꽃사슴의 녹용을 생산하며, 러시아에서는 80 여톤 규모, 미국과 캐나다에서는 각각 20 여톤 규모의 녹용을 생산한다.
녹용은 양기를 북돋워주는 것으로 알려져있으며, 주로 갈아서 분말 상태로 만든 뒤 물에 타 먹는 형태로 섭취한다.